# 斯奇茹夫縣

49°53′N 21°47′E / 49.883°N 21.783°E
斯奇茹夫縣（波蘭語：Powiat strzyżowski），是波蘭的縣份，位於該國南部，由喀爾巴阡山省負責管轄，首府設於斯奇茹夫，面積503平方公里，2006年人口61,938，人口密度每平方公里120人。